# Quebecius
Quebecius quebecensis
Genre
Espèce
Quebecius est un genre fossile de poissons sarcoptérygiens porolepiformes qui vivaient à la fin du Dévonien au Québec, au Canada. Il est apparenté à Glyptolepis, bien qu'il se distingue de ce dernier par une base de nageoire pelvienne particulièrement large et contrairement aux autres poissons à nageoires lobées, seules ses nageoires pectorales sont lobées. Les spécimens mesurent entre 5 et 60 centimètres de long.
Selon Paleobiology Database en 2024, le genre est resté monotypique et la seule espèce est Quebecius quebecensis (Whiteaves, 1889).

## Classification
Le genre Quebecius a été créé en 1973 par le paléontologue allemand Hans-Peter Schultze (d).
L'espèce Quebecius quebecensis a été initialement décrite en 1889 par le paléontologue canadien Joseph Frederick Whiteaves (1835-1909) sous le protonyme Glyptolepis quebecensis,.

## Publications originales
- Genre Quebecius :
  - (de) Hans-Peter Schultze, « Crossopterygier mit heterozerker Schwanzflosse aus dem Oberdevon Kanadas, nebst einer Beschreibung von Onychodontida-Resten aus dem Mitteldevon Spaniens und aus dem Karbon der USA », Palaeontographica Abteilung A, Allemagne, vol. 143, nos 1-6,‎ 1er janvier 1973, p. 188-208 (ISSN 0375-0442, e-ISSN 2509-8373).
- Espèce Quebecius quebecensis, sous le taxon Glyptolepis quebecensis :
  - (en) J. F. Whiteaves, « Descriptions of Species from the Upper Devonian Rocks of Scaumenac Bay, P.Q. (Continued.) », Proceedings and transactions of the Royal Society of Canada, Ottawa, 1re série, vol. 6,‎ 1889, p. 77-92 (ISSN 0316-4616, lire en ligne, consulté le 18 janvier 2024).